# ويليام ليتل لي
ويليام ليتل لي (بالإنجليزية: William Little Lee)‏ هو قاضي أمريكي، ولد في 25 فبراير 1821 في هادسون فالس في الولايات المتحدة، وتوفي في 28 مايو 1857 في هونولولو في الولايات المتحدة.